# Rio Mondego

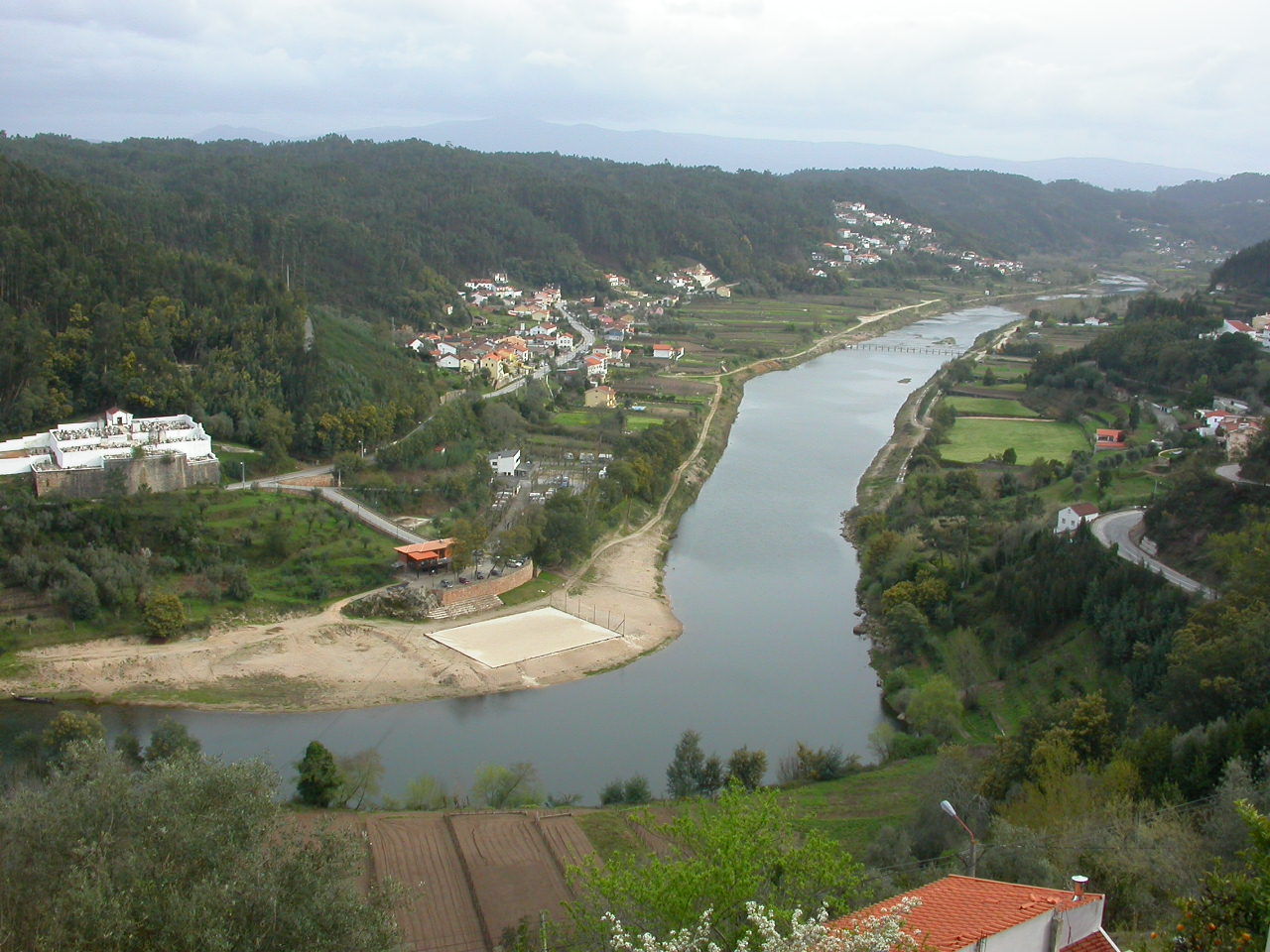
O rio Mondego em Penacova junto à Praia Fluvial do Reconquinho

Curso do rio Mondego

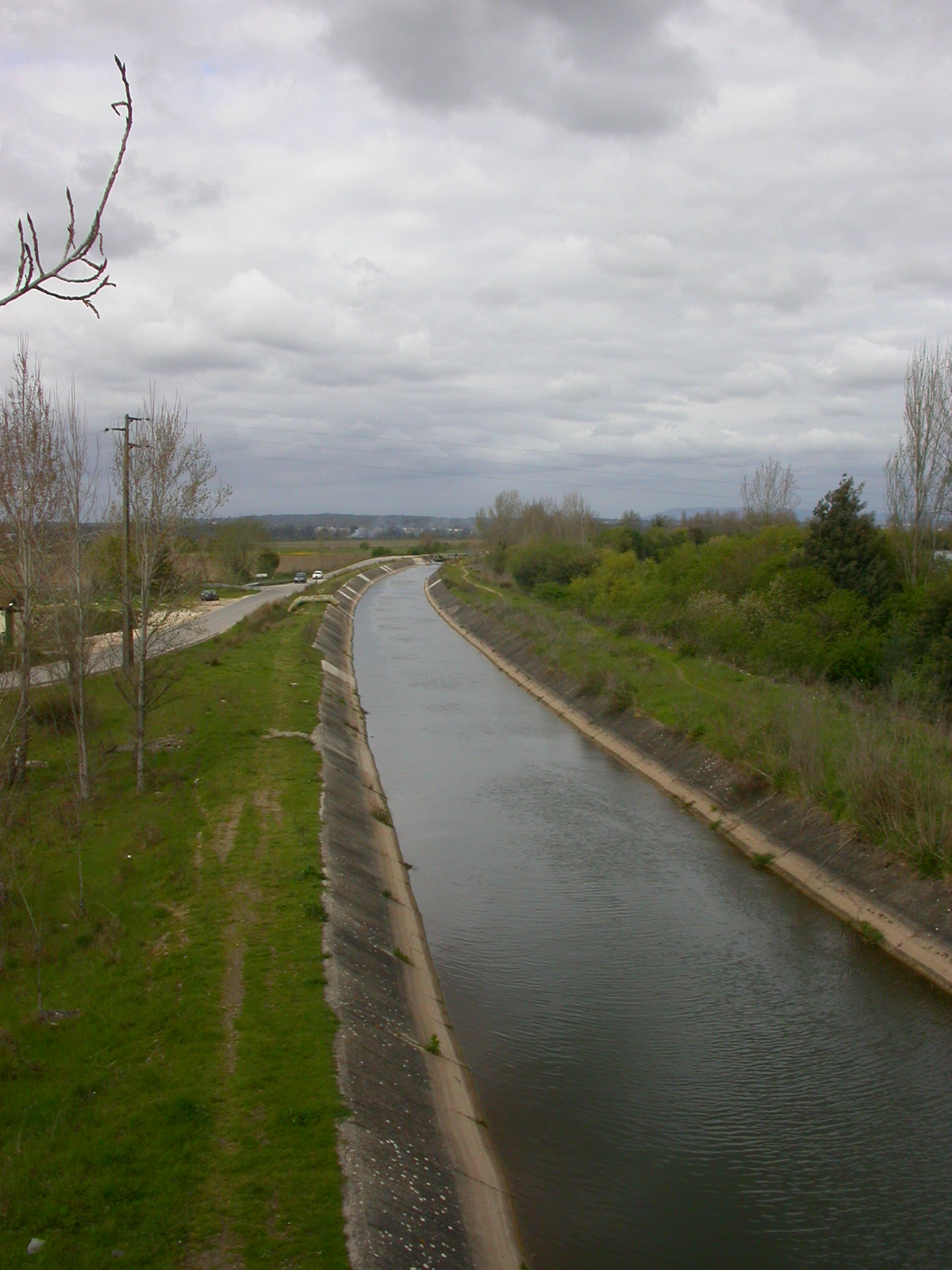
Canal para irrigação e escoamento, paralelo ao curso do Mondego, próximo de Pereira

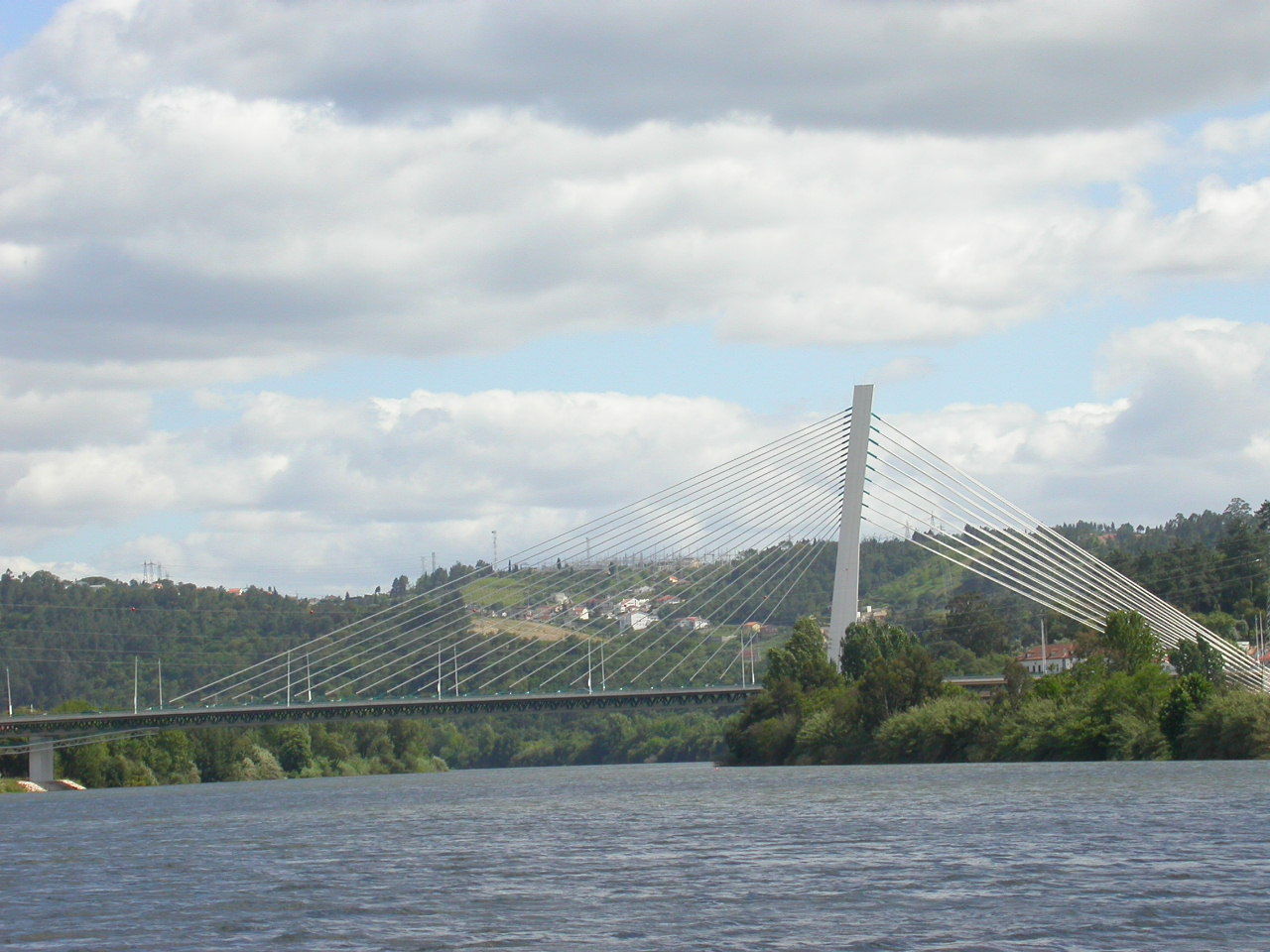
Ponte Rainha Santa Isabel em Coimbra

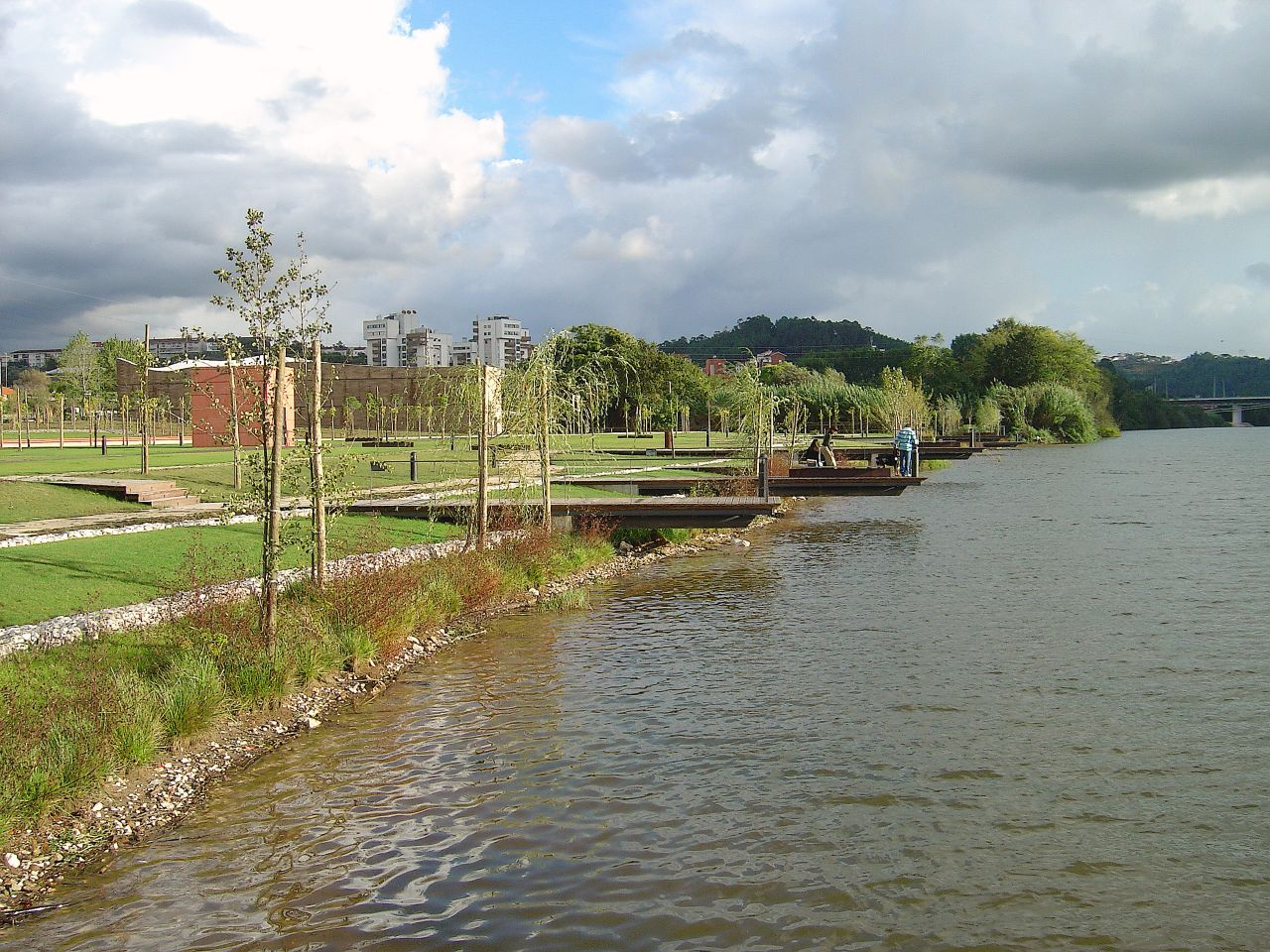
O rio Mondego, junto ao Parque Verde de Coimbra

O rio Mondego é o quinto maior rio português e o primeiro de todos os que têm o seu curso inteiramente em Portugal. Nasce na serra da Estrela, mais propriamente na freguesia de Mangualde da Serra, Município de Gouveia. Percorre toda a região do Centro (Região das Beiras) e tem a sua foz no oceano Atlântico, junto à cidade da Figueira da Foz.

## Aspectos físicos e naturais
O rio Mondego tem um comprimento aproximadamente de 258,3 km. A sua nascente situa-se na serra da Estrela, no sítio de Corgo das Mós (ou Mondeguinho), freguesia de Mangualde da Serra, Município de Gouveia, a uma altitude de cerca de 1 525 m. No seu percurso inicial, atravessa a serra da Estrela, de sudoeste para nordeste, nos municípios de Gouveia e Guarda. A poucos quilómetros desta cidade, junto à povoação de Vila Cortês do Mondego, atinge uma altitude inferior a 450 m. Nesse ponto, inflecte o seu curso, primeiro para noroeste e depois, já no Município de Celorico da Beira, para sudoeste.
Aqui se inicia o seu curso médio, ao longo do planalto beirão, cortando rochas graníticas e formações metamórficas. Depois de atravessar o município de Fornos de Algodres, o rio Mondego serve de fronteira entre os distritos de Viseu, a norte, e da Guarda e de Coimbra, a sul. Assim, delimita, na margem norte, os municípios de Mangualde, Seia, Nelas, Carregal do Sal, Santa Comba Dão e Mortágua, enquanto que na margem sul serve de limite aos municípios de Gouveia, Oliveira do Hospital, Tábua, Penacova e Vila Nova de Poiares.
Entre Penacova e Coimbra, o rio percorre um apertado vale, num trajecto caracterizado por numerosos meandros encaixados. Depois de se libertar das formações xistosas e quartzíticas, e já nas imediações da cidade Coimbra, o rio inaugura o seu curso inferior, constituído pelos últimos 40 km do seu trajecto e cumprindo um desnível de apenas 40 m de altitude. Nesta última etapa, percorre uma vasta planície aluvial, cortando os municípios de Coimbra, Montemor-o-Velho e Figueira da Foz, onde desagua, no oceano Atlântico. Junto à sua foz forma-se um estuário com cerca de 25 km de comprimento e 3,5 km² de área. Nos últimos 7,5 km do seu troço desdobra-se em dois braços (norte e sul), que voltam a unir-se junto à foz, formando entre si a pequena ilha da Murraceira.

### Bacia hidrográfica
O rio Mondego drena uma bacia com uma área total de 6 645 km², tem uma orientação dominante Nordeste-Sudoeste. A bacia ocupa o segundo lugar em área entre os rios cujas bacias se situam totalmente em território português. Ao longo do seu percurso recebe as águas de rios seus afluentes como o Dão na margem direita, o Alva, o Ceira, o Ega (ou Rio dos Mouros) e o Arunca, e Pranto na margem esquerda.
Grande parte do percurso, até Coimbra, (chamado Alto Mondego ou Mondego Superior) faz-se através de um vale bastante encaixado em rochas metamórficas e granito. O troço terminal (designado por Baixo Mondego), com cerca de 40 km, percorre uma planície aluvial, extremamente fértil e onde se localizam alguns dos mais produtivos arrozais da Europa. A bacia hidrográfica do rio Mondego tem uma precipitação média anual de 1 233 mm e um caudal médio anual de 108,3 m³.s-1. Na bacia hidrográfica do rio Mondego localizam-se inúmeros aproveitamentos hidráulicos. A capacidade total de armazenamento nas albufeiras localizadas nesta bacia é cerca de 540 hm3.

### Cheias
A causa principal da ocorrência das cheias nos rios é a incidência de precipitações intensas. A dimensão da bacia hidrográfica e o tipo de acontecimento meteorológico governam as características das cheias, as quais no rio Mondego relativamente rápidas, com tempos entre o início de cheia e o pico do caudal da ordem das poucas horas, podendo ser particularmente perigosas devido ao aumento brusco do nível de escoamento.
As cheias no rio Mondego ocorreram desde pelo menos o século XIV, afectando a vida de uma importante cidade como Coimbra. Aqui, foi possível registar as cheias mais importantes, das quais se destacam as dos anos 1331, 1788, 1821, 1842, 1852, 1860, 1872, 1900, 1915, 1962, 1969 e 1979. Numa frequência empírica pode verificar-se que as cheias designadas como importantes tiveram um período de retorno de 50 anos. Pode ainda verificar-se que nos dois últimos séculos, com a mesma análise empírica, as cheias importantes têm um período de retorno de 20 anos. Tornava-se, assim, evidente a necessidade de intervenção para controlar as cheias.
Com a construção das barragens da Aguieira e da Raiva e do açude de Coimbra, foram construídos novos leitos aluvionares, incluindo 7,7 km de diques de defesa, uma dragagem de 16 hm3 e revestimentos de enrocamentos com um volume de 0,5 hm3. Os caudais de cheia em Coimbra eram da ordem dos 2 500 m³.s-1, sendo amortecidos para 1 200 m³.s-1 através dos dois aproveitamentos referidos anteriormente. Na foz estão previstos caudais de 3 000 m³.s-1.

### Ecologia
No respeitante à qualidade da água para a vida aquática, há a distinguir duas zonas principais:
- O troço superior do rio, com bons níveis de qualidade da água, proporcionando a manutenção das comunidades biológicas aquáticas com características próximas de uma situação pristina;
- A região do Baixo Mondego com acentuada degradação da qualidade da água.

Algumas das espécies identificadas para esta bacia têm particular importância do ponto de vista conservacionista e comercial, nomeadamente o sável (Alosa alosa), a savelha (Alosa fallax), a lampreia (Petromyzon marinus), e a truta (Salmo truta fario).
Muito recentemente, um grupo internacional de cientistas, descobriu aqui uma nova família de microalgas têm potencial para dar origem a compostos de interesse farmacêutico, cosmético ou para aquacultura. Assim como, no seu trecho terminal do rio, percebeu-se que é o habitat de uma nova espécie de borboleta nocturna descrita para a ciência.
A construção do sistema de açudes e barragens ao longo do rio, veio constituir uma barreira à passagem das espécies migradoras. A jusante do açude de Coimbra encontram-se exclusivamente as espécies que sobrevivem a uma potencial influência salina.
No que respeita ao estado de conservação da vegetação ripícola, verifica-se que em apenas cerca de um terço da extensão total do rio se pode considerar muito bem conservada, ou seja, em que ambas as margens apresentam uma cobertura vegetal bem desenvolvida estando presentes os estratos arbóreo e o arbustivo.
Entre os principais factores de perturbação, degradação e destruição dos ecossistemas aquáticos e terrestres associados contam-se: o desenvolvimento urbano e industrial, o desenvolvimento agrícola, a construção de barragens, a extração ilegal de areias, as actividades lúdico-recreativas, a actividade florestal, os fogos florestais, a invasão de espécies exóticas, a caça e a pesca.
No troço do Baixo Mondego surgem as matas de choupos, ulmeiros e salgueiros, de que a mais emblemática é, sem dúvida, a Mata Nacional do Choupal na periferia de Coimbra. Aqui nidifica a maior colónia urbana de milhafre-preto (Milvus migrans) da Europa, com cerca de 70 ninhos recenseados.
Existem vários locais de interesse ornitológico, como a ilha da Morraceira, já que no estuário é comum observarem-se espécies como o pato-real (Anas platyrhynchos), a cegonha-branca (Ciconia ciconia), o flamingo-comum (Phoenicopterus roseus), a gaivota-prateada (Larus argentatus), o alfaiate (Recurvirostra avosetta), o pernilongo (Himantopus himantopus) e a andorinha-do-mar-anã (Sterna albifrons), na serra da Estrela o Melro-d'água (Cinclus cinclus) entre outras.
Devido à sua importância ecológica como zona húmida de nidificação e/ou de alimentação de numerosas espécies de aves aquáticas, o Estuário do Mondego foi classificado como sítio da Convenção de Ramsar, um habitat de importância internacional, não só pelas mencionadas espécies de aves, mas também pela existência de espécies piscícolas migratórias, como a lampreia, o sável e a savelha.

## Origem do nome
Os romanos chamavam Munda ao rio Mondego. Munda significa transparência, claridade e pureza. Nesses tempos as suas águas eram assim. Ao longo da Idade Média o rio continuou a chamar-se Munda.

## Transportes e turismo

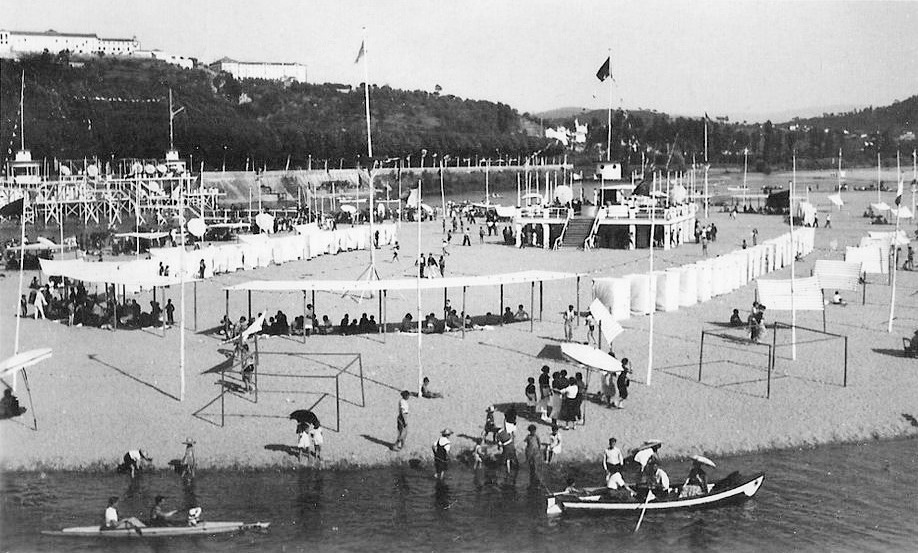
Praia fluvial de Coimbra no rio Mondego em 1939

Em Coimbra existe uma embarcação turística que permite fazer um pequeno cruzeiro nas águas do rio, entre o Parque Dr. Manuel Braga e a Lapa dos Esteios. Ao longo de um trajecto de poucos quilómetros, pode-se assim observar as mudanças recentemente operadas em ambas as margens do Mondego. Outro tipo de turismo a operar no rio são as descidas em canoa no rio Mondego entre Penacova e Coimbra. Ao longo do curso do rio existem diversas praias fluviais, de entre as quais se destacam, de montante para jusante, as de Ribamondego, Ponte Nova, Penacova, Palheiros/Zorro e Pé Rodrigo. No estuário, junto à Figueira da Foz, foi construída uma marina para embarcações de recreio.

### Navegação
Os dados disponíveis acerca da navegabilidade permitem inferir uma evolução do Baixo Mondego desde a ocupação fenícia. Durante a ocupação romana, os navios de mar ainda deveriam chegar a Coimbra, mas o progressivo assoreamento foi reduzindo a navegação para montante, exigindo barcos de menor porte: as barcas serranas, meio de transporte privilegiado no contacto entre o interior e o litoral, vinham do Oceano Atlântico até Coimbra e os mais pequenos chegavam a ir mesmo até Penacova. Estes serviam para que as mulheres de Penacova viessem a Coimbra, buscar roupa suja e depois a trazerem lavada e passada a ferro, e para os Homens levarem lenha para o litoral e trazer peixe para o interior. No século XVII o estuário já só se alargava a jusante de Montemor-o-Velho, cerca de 20 km a montante da desembocadura actual.
Vários eram os portos importantes no carregamento e descarregamento de mercadorias ao longo do Mondego, a montante de Coimbra, no século XIX e ainda em parte do século XX: Coimbra, Foz do Caneiro, Rebordosa, Ronqueira, Carvoeira, Ponte de Penacova, Vila Nova, Raiva, Carvalhal, Oliveira do Mondego, Almaça e Gondolim (atual Gondelim). De todos estes portos há a salientar a grande importância comercial do Porto da Raiva, que chegou a ser um dos maiores e mais importantes do país ate meados do século XIX, e até ao findar da navegação do Mondego o mais importante ao longo deste rio.
O assoreamento foi progressivamente dificultando a navegação no Mondego, levando ao seu desaparecimento na década de 50 do século XX. Calcula-se que nos últimos seiscentos anos o leito terá subido cerca de 1 cm/ano, ou seja um metro em cada século.
No século XVIII, o rio era instável e entrançado, com frequentes fenómenos de avulsão na planície aluvial, entre Coimbra e Montemor. Já naquela época era reconhecido o problema do forte assoreamento, bem como o carácter tempestuoso do caudal do rio. Para resolver esses problemas, foi elaborado, no final do século XVIII, um plano de encanamento do Mondego a jusante de Coimbra.
Desde 1781 até 1807, a situação dos campos do Mondego melhorou muito após a abertura de um novo leito. Mas a situação foi piorando, devido ao assoreamento do rio, chegando ao século XX numa situação insustentável. Na década de 1960, foi preparado o Plano Geral de Aproveitamento Hidráulico da Bacia do Mondego, um plano para a intervenção hidráulica que foi implementado nas décadas de 1970 e 1980.
O Mondego corre actualmente em canal artificial desde Coimbra até à Figueira da Foz. Além das duas grandes barragens foram construídos novos leitos aluvionares, incluindo 7,7 km de diques de defesa, uma dragagem de 16 hm3 e revestimentos com um volume de 0,5 hm3. Por fim, o Mondego desagua no Atlântico junto à Figueira da Foz, servindo de porto e de abrigo para as actividades ligadas à pesca, ao sal e ao turismo e recreio.

### Aproveitamento hidroeléctrico e hidroagrícola
A bacia hidrográfica do Mondego apresenta uma enorme diversificação de utilizações da água, muito importantes para o desenvolvimento económico da região, nomeadamente a agricultura, a indústria e fábricas de polpa de celulose , a produção de energia eléctrica e o abastecimento público de água em toda a região hidrográfica. Desta multiplicidade de utilizadores, a necessidade de implementação de um modelo de gestão integrada dos recursos hídricos da bacia, ao qual foi definido de um quadro jurídico e institucional para a criação de uma entidade gestora do aproveitamento hidráulico do Mondego (AHM). Por tudo isto, a bacia hidrográfica do rio Mondego é uma das bacias portuguesas com maior utilização dos recursos hídricos, sobretudo nas componentes hidroeléctrica e agrícola, onde se destaca a barragem da Aguieira, barragem da Raiva e barragem de Fronhas com uma potência instalada de 110 MW e uma produtibilidade média anual de 360 GWh, que regulariza volumes de água para abastecimento público de alguns municípios do Baixo Mondego e para a rega do Aproveitamento Hidroagrícola do Baixo Mondego. As outras importantes são a barragem do Caldeirão e o Açude de Coimbra.

### Atravessamento
O rio Mondego é atravessado por numerosas pontes rodoviárias e ferroviárias. Pela sua dimensão e importância, destacam-se a ponte de Palhês que liga Cativelos (Gouveia) às Contenças de Baixo (Mangualde), a ponte de Caldas de Felgueira (entre os municípios de Nelas e de Oliveira do Hospital), a Ponte José Luciano de Castro (em Penacova), as pontes da Portela, a Ponte Rainha Santa Isabel, a Ponte Pedro e Inês, a Ponte de Santa Clara e a Ponte do Açude (todas em Coimbra), a ponte de Montemor-o-Velho, pela A17 e a Ponte Edgar Cardoso na Figueira da Foz.

## Desporto
Nas águas do rio é comum organizar-se provas de várias modalidades desportivas aquáticas, tais como vela e motonáutica (no estuário, junto à Figueira da Foz) e ainda de remo e de canoagem. Existe o centro desportivo de alto rendimento em Montemor-o-Velho com centro náutico, pistas de atletismo, e Pousada da Juventude. A sua utilização têm se revelado útil para várias modalidades olímpicas como: remo, canoagem, natação de águas abertas e o triatlo, e onde já decorreram várias provas internacionais. A organização espacial do plano de água previu uma ilha com uma barreira vegetal para proteger do ventos predominantes de nordeste, canais de acesso para facilitar as provas de 500, 1 000 e 2 000 m. Outro melhoramento para a qualidade da água do local é a adução a montante com entrada directa a partir do leito central do Mondego ou a partir da vala do regadio na bombagem de Formoselha.

### Eventos desportivos realizados
- Em 1908, o Dr. António Rainha oferece ao Ginásio Figueirense a Taça Mondego para ser disputada em inriggers de 4 remos na distância de uma milha, por todas as tripulações nacionais existentes, sempre no rio Mondego.
- Em 1911 Francisco Bento Pinto oferece à Associação Naval 1º de Maio a Taça Alzira, disputada no mesmo tipo de embarcação mas como Campeonato Regional. Segundo o grande dirigente figueirense Severo Biscaia: “A disputa da Taça Alzira constituía um grande alvoroço e assunto de todas as conversas, atiravam-se pedras de cima da ponte à passagem das embarcações, e ouviam-se muitos insultos mútuos pois os do Ginásio eram finitos que só comiam bifes e bebiam agua das pedras e os da Naval uma data de carroceiros que se alimentavam a vinho tinto e sardinha.”
- Em 1918 são construídos os primeiros barcos a remos de corrida, nos estaleiros privativos da Associação e do Clube Naval.[17]

## Cultura

### Literatura
O Mondego é certamente o rio português mais cantado por poetas desde tempos imemoriais.
As primeiras referências chegadas até à actualidade, remontam ao início do século XVI com os poetas do Cancioneiro Geral. Com efeito, é com Bernardim Ribeiro que é possível identificar, em primeiro lugar, alusões implícitas ao Mondego, na sua obra Menina e Moça. Mas é o seu amigo Sá de Miranda que, apesar de ter nascido e estudado em Coimbra, escreve em espanhol os seguintes versos:
| Rio Mondego                             | Entre el gran Duero y Tajo, el buen Mondego (ya Munda, que es decir, clara agua y pura) Se va por los sus campos paseando; Parece que, saliendo d’estrechura, El trabajo vencido, entra el sociego, Y quedo a su ciubdad muestra va dando | Rio Mondego |
| — Veiga, Os mais belos rios de Portugal | |             |

Não é certo que Luís de Camões tenha estudado em Coimbra, mas parece irrefutável que terá vivido na cidade nos tempos da sua juventude. Essa passagem ficou gravada na sua obra, tal como o atesta o soneto:
| Rio Mondego      | Doces e claras águas do Mondego, Doce repouso de minha lembrança Onde a comprida e pérfida esperança Longo tempo após si me trouxe cego. (…) Mas a alma, que de cá vos acompanha, Nas asas do ligeiro pensamento Pera vós, águas, voa, e em vós se banha. | Rio Mondego |
| — Luís de Camões | |             |

Muito mais tarde, no século XIX, a referência do rio é uma constante na poesia de António Nobre.
Outro poeta conimbricense, Eugénio de Castro, exclamava:
| Rio Mondego         | Pára, Mondego! Pára, não prossigas, Prateado rio, não caminhes para o mar; Ouve da minha boca as palavras amigas, Que te podem salvar! […] | Rio Mondego |
| — Eugénio de Castro | |             |

Já no século XX, Miguel Torga descrevia o calmo deslizar do rio na planície:
| Rio Mondego    | Surdo murmúrio do rio A deslizar, pausado, na planura. Mensageiro moroso De um recado cumprido, Di-lo sem pressa ao alarmado ouvido […] | Rio Mondego |
| — Miguel Torga | |             |

### Música
A canção tradicional de Coimbra — o fado de Coimbra — encontrou sempre nos versos dos grandes poetas que viveram ou que passaram por esta cidade, inspiração para os musicar e interpretar. Assim, não admira que muitos dos mais conhecidos fados de Coimbra aludam ao Mondego, às suas paisagens e às suas musas inspiradoras. A referência ao nome do rio está presente na mais conhecida balada coimbrã, escrita por António de Sousa (1898–1981) e gravada em 1929, por Edmundo Bettencourt e recriada, anos mais tarde, por José Afonso:
| Rio Mondego   | Oh Coimbra do Mondego E dos amores que eu lá tive Quem te não viu anda cego Quem te não ama não vive | Rio Mondego |
| — José Afonso | |             |

Também o Vira de Coimbra inclui uma quadra de António Nobre que faz uma referência implícita ao carácter estival que o rio apresentava no século XIX:
| Rio Mondego     | Fui encher a bilha e trago-a Vazia como a levei Mondego qu’é da tua água Qu’é dos prantos que chorei? | Rio Mondego |
| — António Nobre | |             |

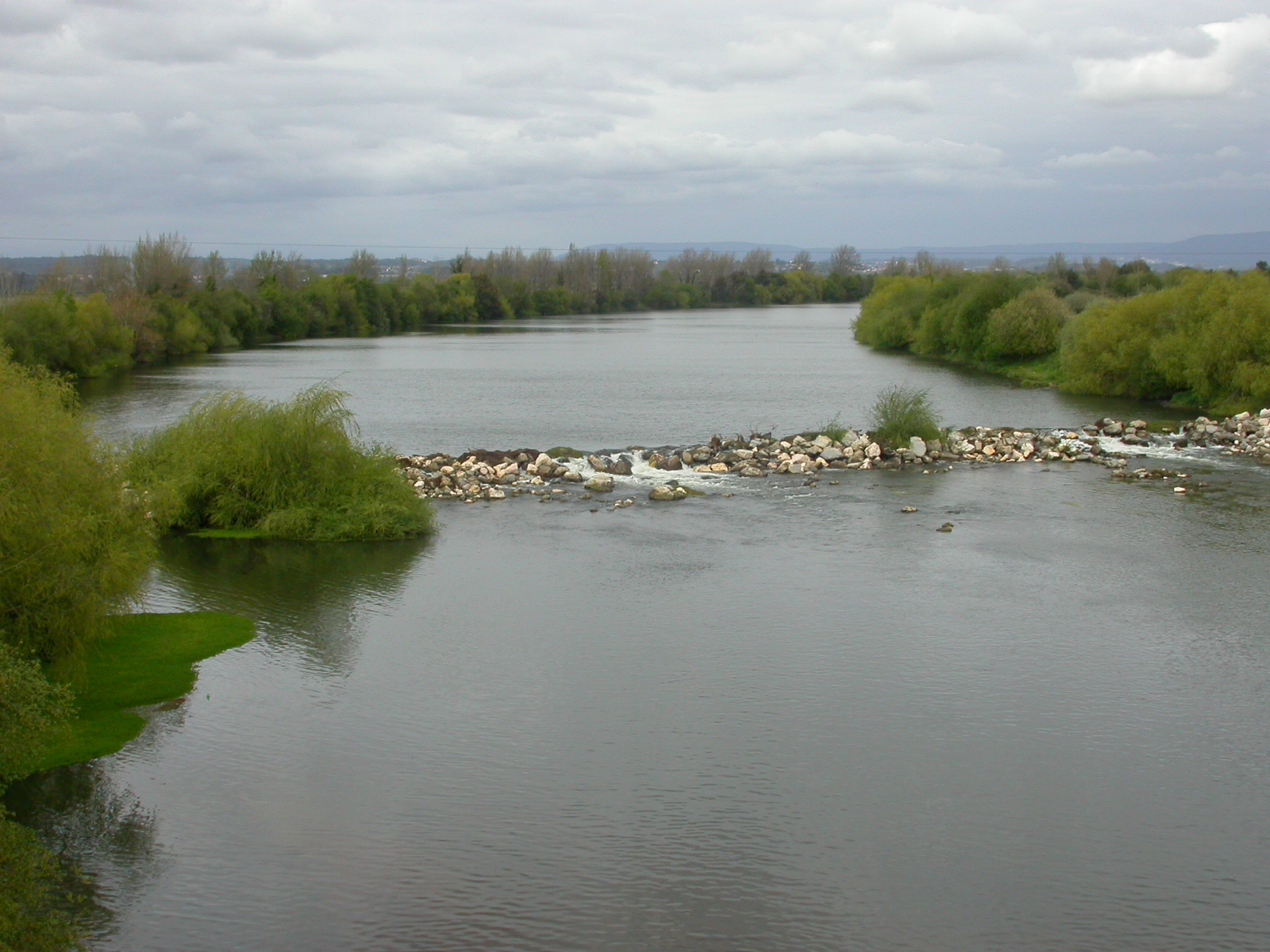
O rio Mondego, Formoselha, próximo de Montemor-o-Velho

Na Balada do Mondego exalta-se a via de comunicação que o rio constituía até meados do século XX:
| Rio Mondego | Ai oh água do Mondego Ai águas do mondeguinho Num dos teus barcos à vela Seguirei o meu caminho Ai oh água do Mondego Ai águas do mondeguinho Deixa-me beber-te as águas Que me vou pôr a caminho. | Rio Mondego |
|             | |             |

Mas não é só no fado que se esgotam as referências ao Mondego. Mais recentemente, Pedro Ayres Magalhães escreveu uma canção interpretada por Né Ladeiras e que diz:
| Rio Mondego             | Num barco sozinho Desceremos o Mondego Quando me cantares A serenata dos teus desejos Guitarras tremendo baixinho À noite naquele choupal Em Coimbra serei tua. | Rio Mondego |
| — Pedro Ayres Magalhães | |             |

## Atividades anuais
- Pesca Lampreias (Primavera)
- Motonáutica Campeonato Nacional
- Remo Campeonato Nacional

## Topónimos com origem no rio Mondego
- Portela do Mondego
- Torres do Mondego
- Oliveira do Mondego
- Travanca do Mondego
- São Paio do Mondego
- Ribamondego
- Vila Boa do Mondego
- Vila Cortês do Mondego
- Lajeosa do Mondego
- Mondeguinho